# NHK Educational TV
NHK Educational TV (NHK教育テレビジョン, NHK Kyōiku terebijon), abreviado como NHK E, é um canal de televisão japonês. É o segundo serviço de televisão da NHK e um canal irmão da NHK General TV, no entanto transmite programas de cunho mais educativo, cultural ou intelectual, além de exibir periodicamente animes e programas da Nickelodeon. Possui uma programação semelhante à da PBS americana, da BBC Two e BBC Four britânicas e da TV Cultura brasileira.[carece de fontes?] A NHK exibe uma marca d'água "NHK E" no canto superior direito em suas transmissões de TV digital. Em 2010, a NHK começou a usar a abreviatura "E Tele" Ī Tere (Eテレ).

## Programas
- Pitagora Suitchi
- Cardcaptor Sakura
- Bakeruno Shōgakkō Hyūdoro-gumi